# قرین (یمن)
 قرین  به عربی ( الَقرَین )، روستایی است در دهستان وزیره از توابع استان مَهره در کشور یمن در شبه جزیره عربستان.

## جمعیت
جمعیت آن ( ۵۴) نفر (۵ خانوار) می‌باشد.